# Степанов, Николай Дмитриевич (профессор ветеринарии)
Никола́й Дмитрие́вич Степа́нов (1864 — 1917) — российский эпизоотолог и бактериолог, профессор (1916).
Из дворян. В 1892 г. окончил с отличием Казанский ветеринарный институт. Работал ассистентом, прозектором при клинике заразных болезней животных.
После защиты магистерской диссертации (1900) — приват-доцент, ординарный и экстраординарный профессор. С 1906 по 1917 год заведующий кафедрой эпизоотологии и инфекционных болезней с ветеринарной санитарией Казанского ветеринарного института.
В 1909-1910 гг. опубликовал «Краткий курс инфекционных болезней домашних животных», изданный в нескольких выпусках Учёных записок КВИ.
Награждён орденами Святой Анны II и III степеней и Святого Станислава II и III степеней.